# 欧文·泰勒
欧文·泰勒（英語：Irving Taylor，1919年8月13日—1991年12月4日），加拿大男子冰球运动员，场上位置是前锋。他曾代表加拿大参加1948年冬季奥林匹克运动会冰球比赛，获得一枚金牌。